# 矢野宏 (工学者)
矢野 宏（やの ひろし、1931年5月13日 - 2023年1月27日）は、日本の計測工学者。

## 略歴
東京府東京市（現新宿区）出身。1955年、東京大学工学部卒業。田口玄一に師事し、1971年に「ロックウェルかたさ試験機の精度向上に関する研究」で東京大学より工学博士の学位を取得。
1956年、工業技術院計量研究所へ入所し、のちに力学部長を務めた。1991年、宮城教育大学教育学部技術科教授。1994年、電気通信大学電気通信学部機械制御工学科教授。1999年から2007年まで東京電機大学客員教授。日本規格協会参与。品質工学会会長。2008年、応用計測研究所株式会社代表取締役。

## 著書

### 単著
- 『計測管理工学入門』工業調査会 1984
- 『計測管理の実際』工業調査会 1986
- 『計測のおはなし』日本規格協会 1988
- 『おはなし品質工学 タグチメソッド入門』日本規格協会 1990
- 『測る 感覚を科学する』日刊工業新聞社 1991
- 『誤差を科学する どこまで測っても不正確!?』講談社ブルーバックス 1994
- 『品質工学入門 技術を変革する新しい考え方』日本規格協会 1995
- 『単位の世界をさぐる 単位や標準はどのように定められるか?』講談社ブルーバックス 1997
- 『品質工学計算法入門』日本規格協会 1998
- 『やさしい「タグチメソッド」の考え方』日刊工業新聞社 2003
- 『誤差のおはなし 測る世界の原点を探る』日本規格協会 おはなし科学・技術シリーズ 2005
- 『超成功法 誰も教えてくれなかったタグチメソッド』講談社 2005
- 『品質工学に挑む 技術開発実践現場の奮戦記』日本規格協会 2005
- 『やさしく使える「タグチメソッド」の計算法』日刊工業新聞社 2006
- 『そこにはすべて「誤差」がある なぜ予想違い・誤診・偽装が起こるのか?』技術評論社　知りたい!サイエンス 2009
- 『品質工学概論』日本規格協会 2009

### 共編著
- 『精密プラスチック金型と成形技術』福井雅彦共編 日刊工業新聞社 1985
- 『やさしい成形品質工学 プラスチック精密成形品の設計』編著 工業調査会 1987
- 『統計手法と計測』共著 コロナ社 計量管理技術双書 1973-78
- 『品質工学講座 7 品質工学事例集 計測編』共編 日本規格協会 1990
- 『タグチメソッド その発展の流れをたどる コストを上げずに品質をよくする品質工学の秘密』田口玄一共著 産能大学出版部 1991
- 『加工品質工学 生産技術の最適化』編著 工業調査会 1994
- 『技術開発のマネジメント 技術革新を促進するタグチメソッド』田口玄一共著 日本規格協会 1996
- 『刃物のおはなし』尾上卓生共著 日本規格協会 1999
- 『機械・材料・加工の技術開発』編集主査 日本規格協会 品質工学応用講座　2001
- 『コンピュータによる情報設計の技術開発 シミュレーションとMTシステム』編集主査 日本規格協会 品質工学応用講座 2004